# Lords of Acid
Lords of Acid est un groupe belgo-américain de musique industrielle, originaire d'Anvers. Mené par Praga Khan, il débute avec le single new beat controversé intitulé I Sit on Acid en 1988.

## Histoire
Lords of Acid est formé en 1988 par Jade 4U, Praga Khan et Olivier Adams. Le premier album studio du groupe, intitulé Lust, est publié le 25 octobre 1991, et comprend les singles Rough Sex et I Must Increase My Bust. Il est lourdement critiqué par les communautés de musiques électroniques et dance à cause de ses paroles outrageants et leurs samples utilisés. Leur deuxième album studio, Voodoo-U, propose une sonorité plus industrielle. Il est suivi par Our Little Secret (1997), Heaven Is an Orgasm (1998)  et Expand Your Head (1999). En 2000, ils publient un album plus orienté rock intitulé Farstucker et, en 2003 après cinq ans de carrière dans la musique, publient Greatest T*ts qui répertorie leur plus gros succès. Leurs fans forment une communauté en ligne qui se nomme Children of Acid.
Olivier Adams et Praga Khan (The Immortals) sont également connu pour leur single Mortal Kombat (Techno-Syndrome) sortie en 1992 et  leur album Mortal Kombat: The Album, basé sur le jeu vidéo du même nom. Lords of Acid s'est également crédité sous d'autres pseudonymes dont The Immortals, Channel X, Digital Orgasm et 101. Lords of Acid ont exploré d'autres genres musicaux comme le hip-hop et le RnB, le disco, le rap, la pop, le jazz, la musique latine, le reggae, le folk et la country.
En 2001 sort l'album Farstucker. En 2010, le guitariste Sin Quirin commence à tourner avec le groupe. En 2010, après plus de cinq années de silence, Praga Khan annonce un nouvel EP Little Mighty Rabbit, qui devrait être commercialisé en septembre 2011. DJ Mea rejoint le groupe en 2011. Leur dernier album Deep Chills est publié le 10 avril 2012,. Les chansons sur l'album incluent Children of Acid, Paranormal Energy avec Zak Bagans, et Pop that Tooshie avec Alana Evans. En octobre 2017, le groupe joue au Slim’s à San Francisco. Il sort son neuvième album, intitulé Pretty in Kink, le 18 mai 2018 et qui introduit la nouvelle chanteuse principale du groupe Marieke Bresseleers.
En 2022, Gigi Ricci devient la nouvelle chanteuse principale du groupe.
Ruth Ardle est décédée en décembre 2024.
Début décembre 2024, le manager de Lords Of Acid, Marc Jordan, a confirmé que le groupe avait une nouvelle chanteuse qui figurera sur le nouvel album et qui fera une tournée avec Lords Of Acid en 2025 : « L'album mettra en vedette le chant d'une chanteuse américaine bien connue, connue pour sa présence scénique révolutionnaire et son chant puissant ».
Le 3 janvier 2024, le groupe annonce l'arrivée de la chanteuse Américaine Carla Harvey (en). Cette dernière rejoint le groupe à la suite de son départ des Butcher Babies après 15 ans de bons et loyaux services (elle était un membre fondateur).

## Membres
- Deborah Ostrega
- Maurice Engelen
- Olivier Adams

## Discographie

### Albums studio
- 1991 : Lust
- 1994 : Voodoo-U
- 1997 : Our Little Secret
- 2001 : Farstucker
- 2002 : Private Parts
- 2011 : Little Mighty Rabbit (EP)
- 2012 : Deep Chills
- 2018 : Pretty in Kink

### Compilations
- 1999 : Expand Your Head (Album de remixes + 4 titres inédits)
- 2003 : Greatest T*ts
- 2022 : Beyond Booze (Album de remixes)

### Singles
- 1988 : I Sit on Acid (réédité en 2001)
- 1991 : Take Control
- 1992 : Rough Sex
- 1993 : I Must Increase My Bust
- 1994 : Crablouse
- 1995 : Do What You Wanna Do
- 1997 : Rubber Doll
- 1998 : Pussy
- 1999 : Am I Sexy ?
- 2000 : Lover Boy/Lover Girl
- 2001 : Scrood Bi U
- 2002 : Gimme Gimme